# Бизяки
Бизяки (тат. Бәзәкә) — село в Менделеевском районе республики Татарстан. Входит в состав Бизякинского сельского поселения, является его административным центром.

## География
Деревня находится в 12 километрах к востоку от Менделеевска, расположено на берегу Нижнекамского водохранилища.
Бизяки находится в часовой зоне МСК (московское время). Смещение применяемого времени относительно UTC составляет +3:00.

## История
Окрестности села были обитаемы в эпоху железного века, о чём свидетельствует археологический памятник – Бизякинский могильник (ананьинская культура).
Основано во второй половине XVII века. В XVIII—XIX веках в сословном отношении жители делились на башкир-вотчинников и тептярей. Основные занятия жителей в этот период — земледелие и скотоводство, были распространены плетение корзин, рыболовство.
В 1847 году в селе была построена мечеть. В 1860 году был открыт мектеб, в 1865 году — земская школа.
В «Списке населенных мест по сведениям 1859—1873 годов», изданном в 1876 году, населённый пункт упомянут как казённая деревня Безяки 2-го стана Елабужского уезда Вятской губернии. Располагалась при речке Безяке, по правую сторону продолжения Елабужско-Малмыжского почтового тракта, в 30 верстах от уездного города Елабуги и в 25 верстах от становой квартиры в казённом селе Алнаши (Троицкое). В деревне, в 265 дворах жили 1502 человека (778 мужчин и 724 женщины), была мечеть.
По сведениям переписи 1897 года, в деревне Бизяки Елабужского уезда Вятской губернии жили 1957 человек (1015 мужчин и 942 женщины), все мусульмане.
В начале XX века в селе действовали 2 мечети (построены в 1860 и 1875 гг.); земельный надел сельской общины составлял 4408 десятин.
До 1920 года деревня входила в Салаушскую волость Елабужского уезда Вятской губернии. В 1920-21 годах находилась в составе Вотской автономной области. С 1921 года находилась в составе Елабужского, с 1928 года — Челнинского кантона Татарской АССР. С 10 августа 1930 года находилась в Елабужском, с 10 февраля 1935 года — в Бондюжском, с 1 февраля 1963 года — в Елабужском, с 15 августа 1985 года — в Менделеевском районе.
В 1931 году в селе был организован колхоз. В годы Великой Отечественной войны в селе действовал маслозавод, промкомбинат им. Сталина (изготовление корзин, обручей, плетеной мебели, морд для ловли рыбы). С 1998 года – сельскохозяйственный производственный кооператив «Кама».

## Административная принадлежность
До 1920 г. село входило в Салаушскую волость Елабужского уезда Вятской губернии. В 1920–1921 гг. в составе Вотской автономной области. С 1921 г. в Елабужском, с 1928 г. в Челнинском кантонах ТАССР. С 10 августа 1930 г. – в Елабужском, с 10 августа 1935 г. – в Бондюжском, с 1 февраля 1963 г. – в Елабужском, с 15 августа 1985 г. в Менделеевском районах. 
Ныне центр Бизякинского сельского поселения.

## Население
| Численность населения |      |      |      |      |      |      |      |      |      |      |      |      |      |      |
| 1795                  | 1859 | 1892 | 1897 | 1926 | 1926 | 1938 | 1949 | 1958 | 1970 | 1979 | 1989 | 2002 | 2010 | 2017 |
| 334                   | 1502 | 1877 | 1957 | 2708 | 2179 | 2248 | 1611 | 1533 | 1656 | 1222 | 781  | 725  | 706  | 743  |

Национальный состав села: татары – 86%, русские – 10%.
Экономика
Жители работают преимущественно в обществе с ограниченной ответственностью «Колхоз «Кама» (полеводство, мясо-молочное скотоводство).

## Инфраструктура
Средняя школа (с 1927 г. как начальная), детский сад (с 1933 г.), дом культуры, библиотека (с 1939 г.), фельдшерско-акушерский пункт (с 1930 г.).

## Религия
Мечеть «Миннеахмет» (с 1989 г.).

## Известные уроженцы
М.Г.Ахметов (1939–1985) – физик-атомщик, кандидат технических наук.
Минезуфар Х.Гимадиев (р. 1942) – почетный автотранспортник РФ, почетный работник транспорта РФ, генеральный директор общества с ограниченной ответственностью «Менделеевское автотранспортное предприятие» (в 1990–2008 гг.);
Мунавир Х.Гимадиев (р. 1946) – строитель, заслуженный строитель РТ, почетный строитель РФ, генеральный директор закрытого акционерного общества «ПСТ «Подряд»;
М.Г.Гимазетдинов (1943–1993) – поэт, педагог, административно-хозяйственный работник (на доме, в котором он родился, в 1993 г. установлена мемориальная доска);
А.Х.Махмутова (1937–2021) – историк, кандидат исторических наук, доцент, автор книг о родном селе;
М.К.Набиуллин (1944–2000) – ученый в области механики, доктор физико-математических наук, профессор;
Р.М.Тазиев (р. 1943) – хирург-онколог, доктор медицинских наук, профессор, заслуженный врач РТ и РФ, заслуженный деятель науки РТ, лауреат Государственной премии РТ в области науки и техники.

## Достопримечательности
В селе сохранился памятник историко-культурного наследия: торговая усадьба начала XX века (полукаменный 2-этажный дом, построен в стиле, характерном для домов татарских крестьян-торговцев).